# Avventura a Quel Paese
Avventura a Quel Paese è un romanzo breve per ragazzi
dell'autore italiano Giuseppe Pederiali del 2000, vincitore l'anno successivo del Premio Castello.

## Trama
Fortunata Antonietta, detta "F", è una bambina in età prescolare, figlia di genitori separati. Sua madre Mariagrazia è la socia di un notaio e non le fa frequentare l'asilo, così F passa la maggior parte del suo tempo con la governante Delma e i tre burattini Sandrone, Pulonia e Sgorghinguelo, che in sua presenza prendono vita.
Avendo sentito da sua madre che il padre è andato "a quel paese", F decide di recarvisi coi suoi amici burattini: scappa così di casa. Chiedono la strada per Quel Paese a tutti quelli che incontrano (uno gnomo dei boschi, un geometra che fa come spaventapasseri, le titolari di un'agenzia di viaggi), ma nessuno di loro dà delle informazioni utili. Un pescatore suggerisce che possa trattarsi del paese degli storioni e indica di seguire il canale finché non sbocca nel grande fiume. Uno storione del fiume consiglia a sua volta di rivolgersi alla Maga Affarona: questa, dopo aver iniziato quello che spaccia per un rito divinatorio, all'apprendere che F non ha di che pagarla sequestra i burattini. F, che sta per tornare a casa per prendere i soldi, incontra la Maga Generosa, sorella dell'Affarona, alla quale racconta la sua storia. La Maga Generosa trasforma temporaneamente delle cacchine di pecora in monete d'oro e d'argento, con le quali F riscatta i suoi amici; fa poi essa stessa un incantesimo con lo specchio della sua stanza da bagno e lo sciacquone del WC ("il Gorgo Parlante"), grazie al quale apprendono che il padre di F si trova all'albergo Tre Re, in località Tre Tronchi. Per arrivarci devono attraversare un antico ponte, detto il Ponte del Diavolo; un vecchio, che si definisce "un povero diavolo", chiede loro come pedaggio di risolvere degli indovinelli.
Giunta all'albergo, F non trova suo padre perché è uscito; in attesa che ritorni, la bambina si adagia su un divano e si assopisce. Quando si risveglia sono presenti entrambi i genitori, che si mettono a litigare su chi debba occuparsi in prevalenza di F. In attesa che si mettano d'accordo, F e i burattini fanno una passeggiata fino al grande fiume, dove rincontrano lo storione. I tre burattini cercano di risollevare il morale di F raccontandole una storia, ma la bambina è talmente abbattuta che dice di desiderare di non essere mai nata. Lo storione, per dimostrarle che si sbaglia, la porta con sé nelle profondità del fiume dove si trovano i "Putinbrisanà", i bambini non nati, che assomigliano a girini e sono destinati a rimpicciolirsi sempre più fino a sparire. Incontrano poi un terribile pesce siluro, ma riescono a sfuggirgli grazie alle velocità dello storione.
F torna dai suoi genitori, preoccupati per la nuova sparizione, e capisce che deve accettarli con i loro pregi e difetti.

## Edizioni
- Giuseppe Pederiali, Avventura a Quel Paese, collana L'ippogrifo, illustrazioni di Tinin Mantegazza, Torino, Aragno, 2000, ISBN 88-8419-007-X.